# 고든 스트라컨
고든 스트라컨(1957년 2월 9일 ~ )은 스코틀랜드의 축구 선수 출신 축구 감독이다. 현역 시절 포지션은 미드필더였다. 현재 던디 FC에서 테크니컬 디렉터를 맡고 있다.